# Broken Dreams Club
Broken Dreams Club är en EP av det amerikanska bandet Girls. Den spelades in av bandmedlemmen JR White i bandets egen studio.

## Låtlista
| Nr           | Titel                    | Längd |
| ------------ | ------------------------ | ----- |
| 1.           | The Oh So Protective One | 3:37  |
| 2.           | Heartbreaker             | 4:02  |
| 3.           | Broken Dreams Club       | 5:13  |
| 4.           | Alright                  | 4:47  |
| 5.           | Substance                | 4:49  |
| 6.           | Carolina                 | 7:44  |
| Total längd: | Total längd:             | 30:11 |